# Кезеноям
Кезеноя́м (рос. Кезенойам, чеч. Къоьзана Ӏам або Эйзен Ӏам) — загатне озеро на кордоні Чечні та Дагестану. Належить до басейну річки Сулак. Міститься в поясі субальпійських лук. Живиться від гірських водостоків та підземних вод. Поверхневого стоку не має. Рівень води сильно змінюється — як протягом року, так і в багаторічних періодах (в межах 6-8 метрів), що залежить від кількості опадів у межах його водозбору. Влітку вода в озері прогрівається до 17—18 °С. Товщина льодового покриву взимку досягає 60—80 см. Об'єм води — 62 млн м³. Висота над рівнем моря — 1854 м. Площа поверхні — 1,7 км², із них 1,5 км² — в межах Чечні.

## Галерея

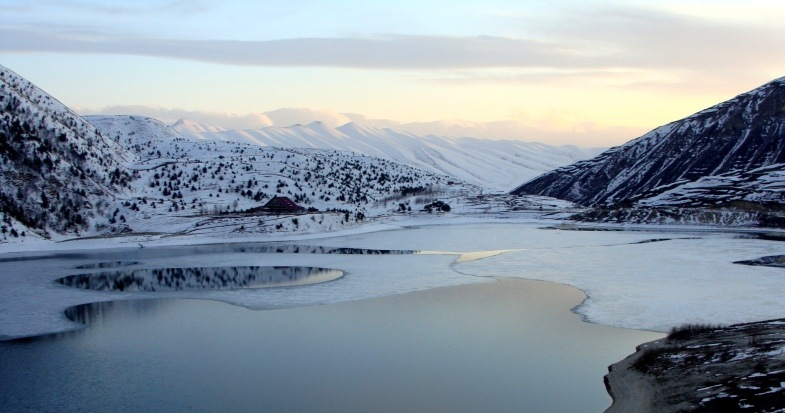
Озеро взимку
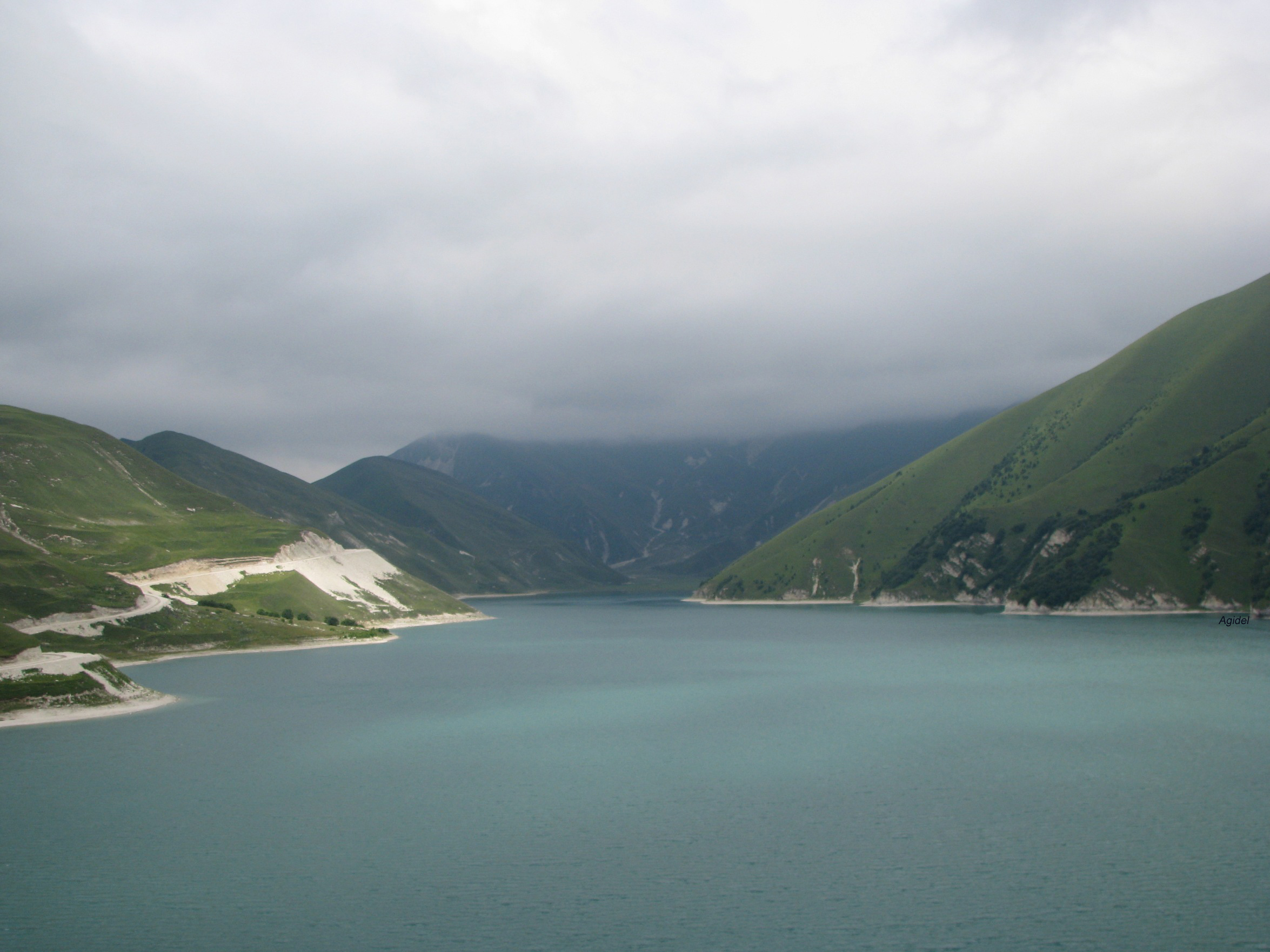
Затока ущелини Харсума
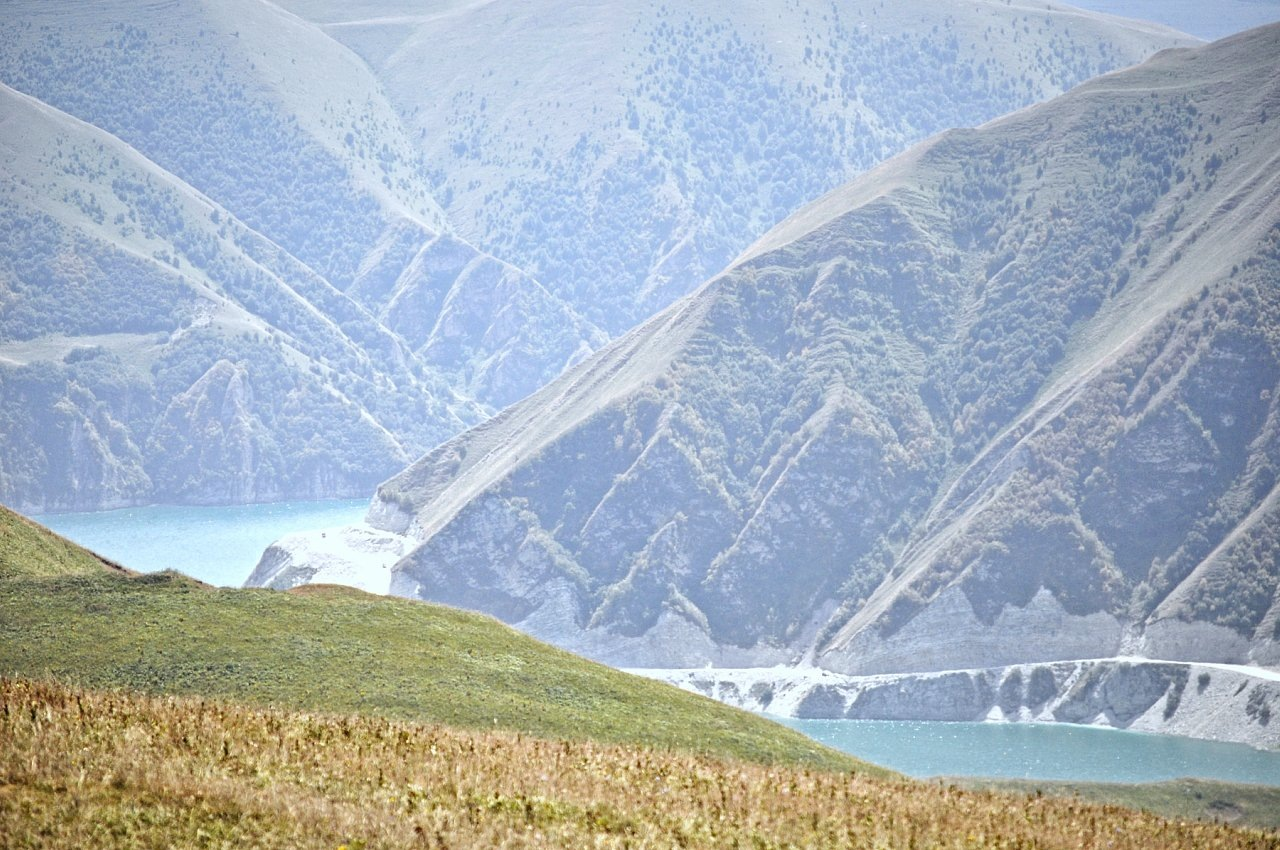
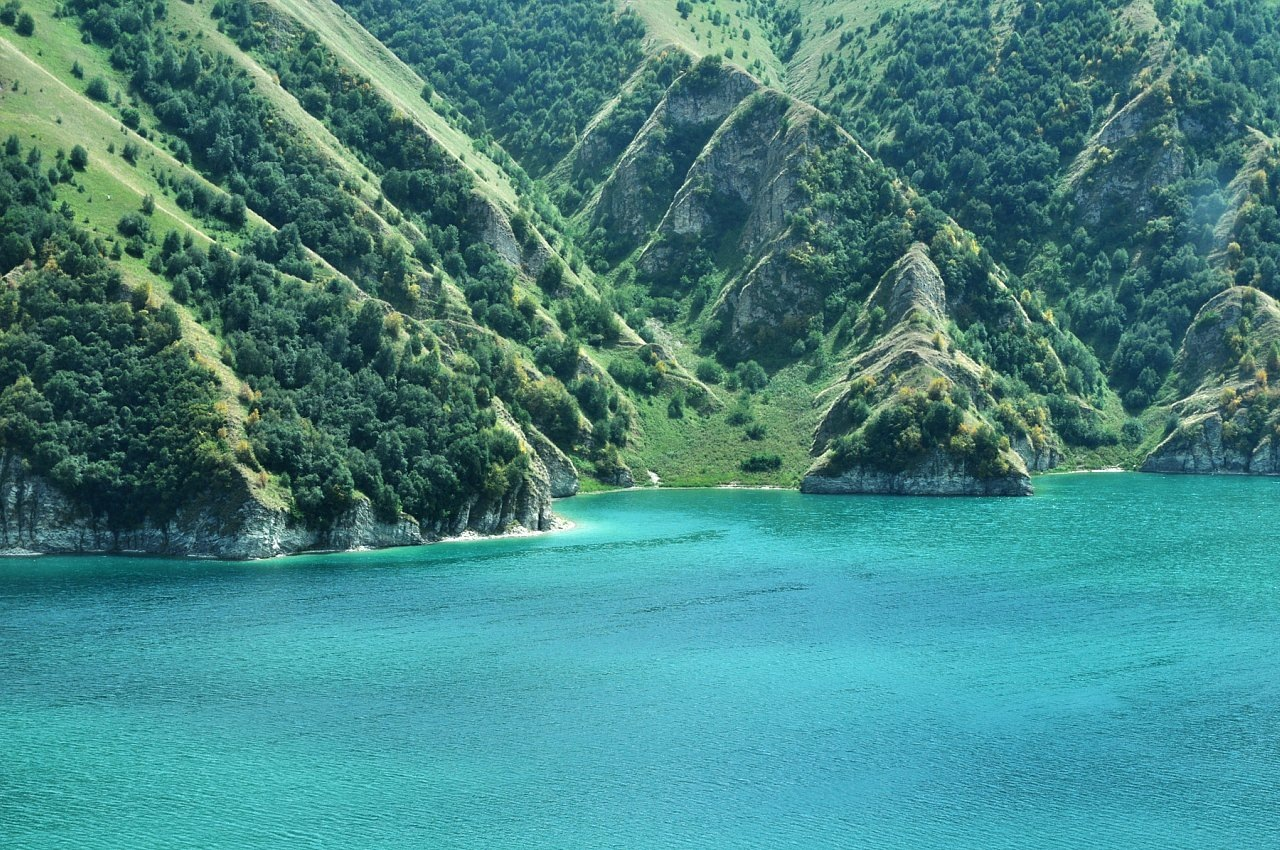
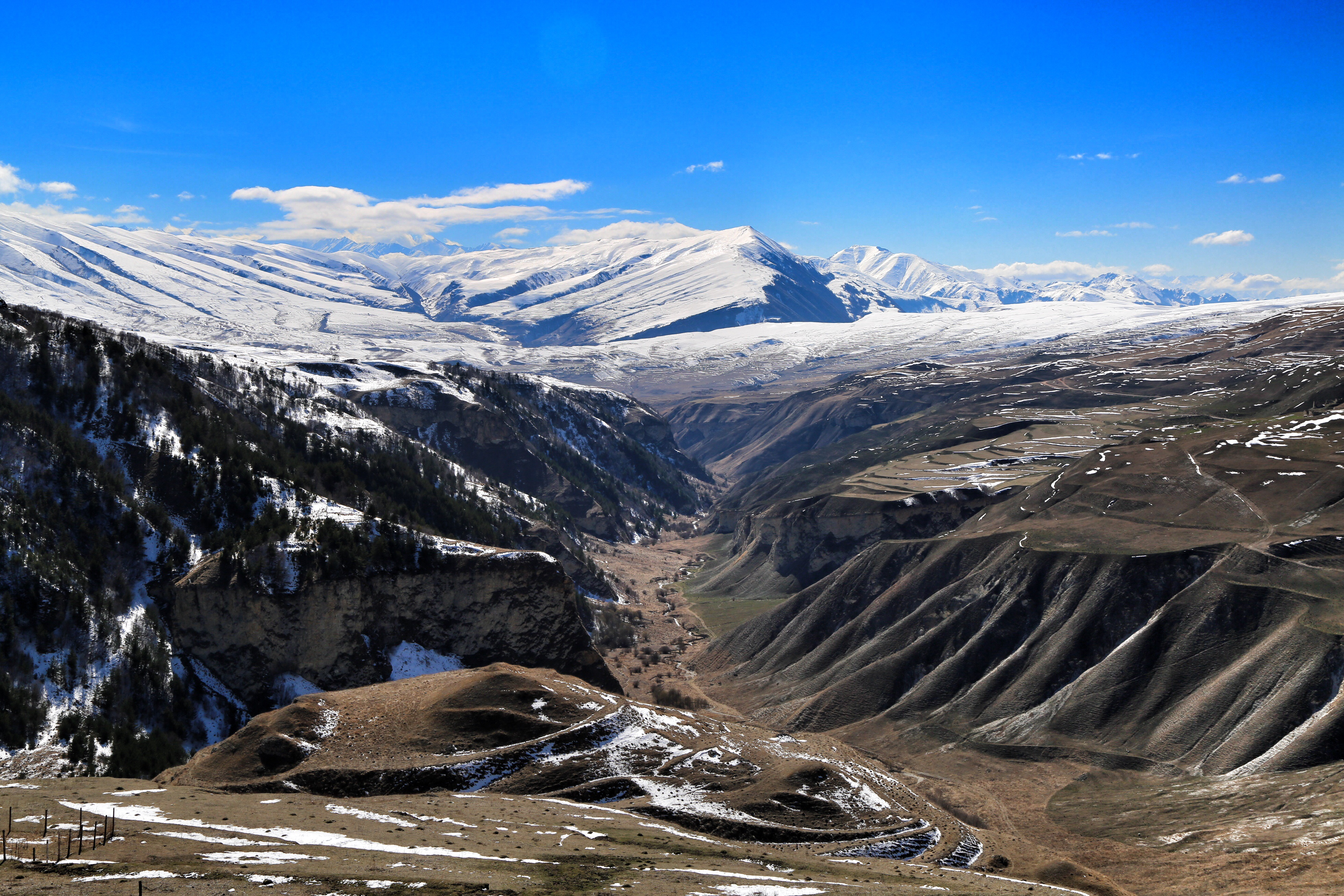